# آرمز
آرمز (بالإنجليزية: ARMS)‏ هي لعبة فيديو قتالية من تطوير ونشر شركة نينتندو. صدرت اللعبة عالمياً في يونيو 2017 حصرياً على نينتندو سويتش وهي عبارة عن لعبة مصارعة تتطلب تركيب جوي كون واحد على كل يد من ثم يبدأ شرح تعليمي لكيفية اللعب ويوجد الكثير من الشخصيات للعب بها وقبل مدة تم إضافة شخصيات جديدة